# Gagrella godavariensis
Gagrella godavariensis is een hooiwagen uit de familie Sclerosomatidae.